# Világgazdaság
Világgazdaság – węgierski dziennik wydawany w Budapeszcie. Jest pismem o tematyce ekonomicznej. Ukazuje się od 1989 roku.